# オーギュスタン・マタタ・ポニョ
オーギュスタン・マタタ・ポニョ・マポン（フランス語: Augustin Matata Ponyo Mapon、1964年6月5日 - ）は、コンゴ民主共和国の政治家。2012年4月18日、ジョゼフ・カビラ大統領から同国の首相に指名され2016年11月17日まで務めた。また、2010年2月から2012年4月まで財務大臣を務めていた。2025年4月23日、憲法裁判所の検事総長はマタタ・ポニョに対し懲役20年を求刑した。

## 航空機事故
2012年2月12日、ポニョはブカヴ近郊で起きた航空機事故で重傷を負った。同じ機体に乗り合わせた元OGEDEP（公的債務管理局）事務局長でルクンガ地区代表の国会議員、オスカル・ディマジェコ・ジェマは、事故から2週間後に亡くなった。カビラ大統領の移動大使であったアントワーヌ・ゴンダ元外相は無事だったが、元カタンガ州知事で同大統領の側近だったオーギュスタン・カテュンバ・ムアンクは即死、南キブ州知事のマルセラン・シサンボは脚に軽いけがをした。2月14日、ポニョは治療のため南アフリカ共和国に渡航したことが報じられた。
2021年10月25日、マタタ・ポニョは憲法裁判所でブカンガ・ロンゾ事件の公的資金の横領で裁判にかけられる予定である。。